# Pimplinae

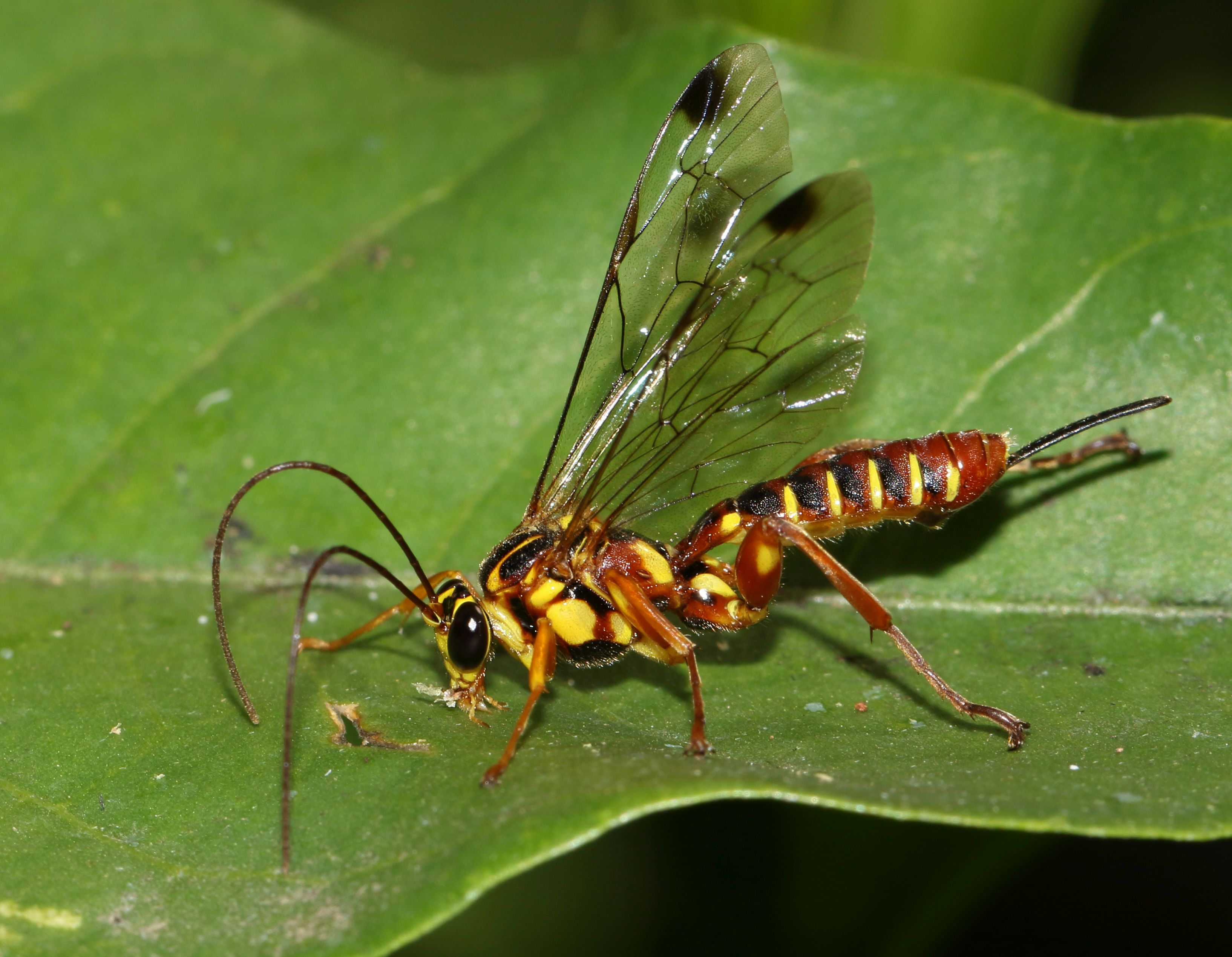
Echthromorpha agrestoria

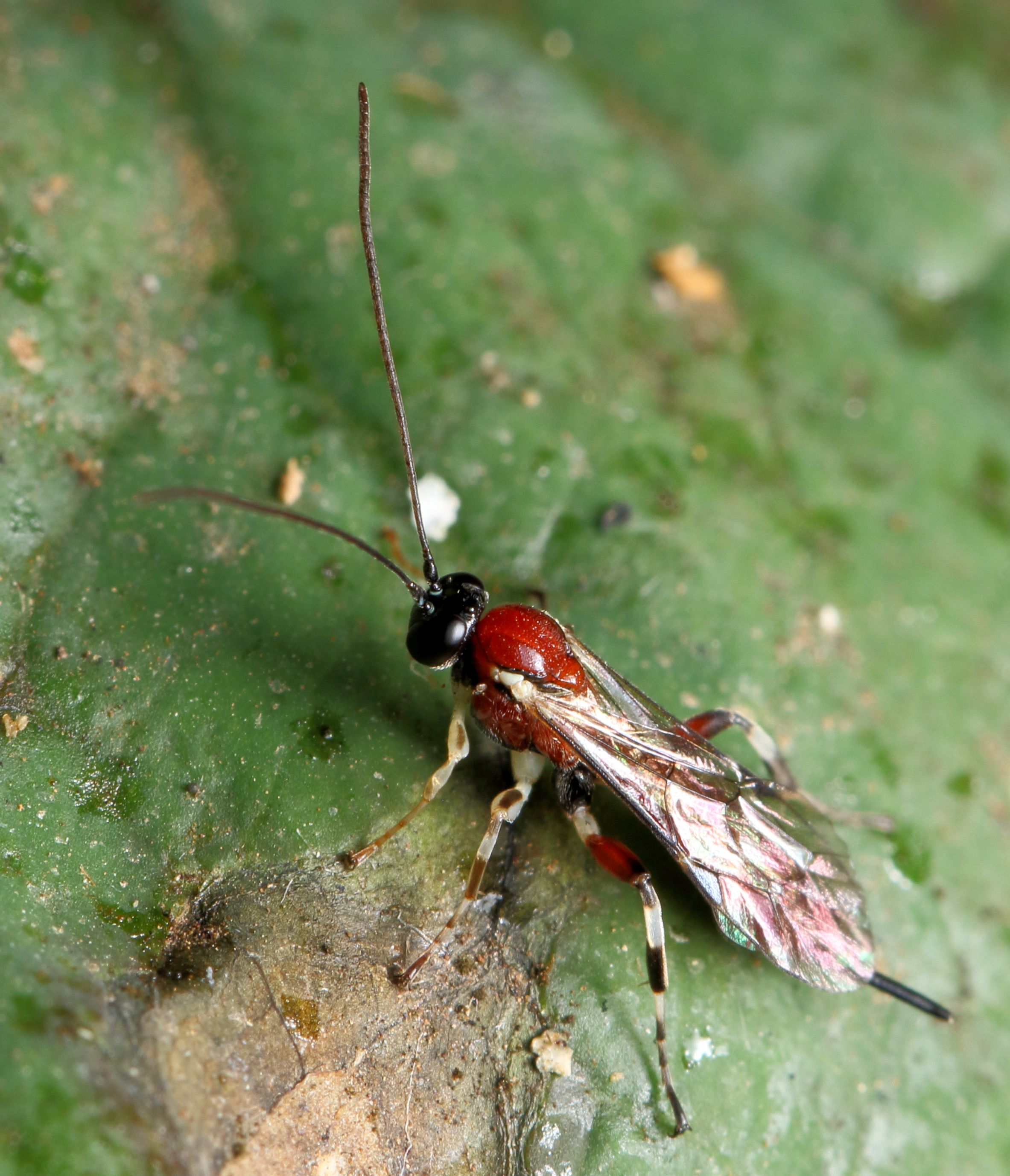
Itoplectis albipes

Pimplinae (=Ephialtinae) (лат.) — подсемейство наездников семейства Ichneumonidae. Распространены всесветно. 78 родов.

## Описание
Крупные и средние наездники, длина передних крыльев около 3—30 мм. Паразиты различных ксилофагов, гусениц и куколок бабочек (Lepidoptera), пауков и их яйцевых коконов.

## Генетика
Гаплоидный набор хромосом n = 14—21.

## Палеонтология
Древнейшая бесспорная находка подсемейства в ископаемом состоянии происходит из немецкого карьера Мессель (эоцен). Также известны из эоценовых отложений Дании, Великобритании и США.

## Классификация
Мировая фауна включает 78 родов и около 1665 видов, в Палеарктике — 46 родов и около 375 видов. Фауна России включает 39 родов и 196 видов наездников-ихневмонид этого подсемейства.
4 современные трибы.
- Триба Delomeristini Hellén, 1915
  - Atractogaster Kriechbaumer, 1872
  - Delomerista Förster, 1868
  - Perithous Holmgren, 1859[8]
  - Pseudorhyssa Merrill, 1915[8]
- Триба Ephialtini Hellén, 1915
  - Acrodactyla Haliday, 1838
  - Acropimpla Townes, 1960
  - Acrotaphus Townes, 1960 (Acrotaphus jackiechani)
  - Afrephialtes Benoit, 1963
  - Afrosphincta Benoit, 1953
  - Alophosternum Cushman, 1933
  - Anastelgis Townes, 1960
  - Aravenator Momoi, 1973
  - Calliephialtes Ashmead, 1900
  - Camptotypus Kriechbaumer, 1889
  - Clistopyga Gravenhorst, 1829
  - Clydonium Townes, 1966
  - Dolichomitus Smith, 1877
    - Эфиальт-император

  - Dreisbachia Townes, 1962
  - Endromopoda Hellén, 1939
  - Ephialtes Gravenhorst, 1829
  - Eriostethus Morley, 1914
  - Eruga Townes, 1960
  - Exeristes Förster, 1869
  - Exestuberis Wang & Yue, 1995
  - Flacopimpla Gauld, 1991
  - Flavopimpla Betrem, 1932
  - Fredegunda Fitton, Shaw & Gauld, 1988
  - Gregopimpla Momoi, 1965
  - Hemipimpla Saussure, 1892
  - Hymenoepimecis Viereck, 1912 (H. argyraphaga)
  - Iseropus Förster, 1868
  - Leptopimpla Townes, 1961
  - Liotryphon Ashmead, 1900
  - Lithoserix Brown, 1986
  - Odontopimpla Cameron, 1886
  - Oxyrrhexis Förster, 1868
  - Pachymelos Baltazar, 1961
  - Paraperithous Haupt, 1954
  - Parvipimpla Gauld, 1984
  - Pimplaetus Seyrig, 1932
  - Piogaster Perkins, 1958
  - Polysphincta Gravenhorst, 1829
  - Pseudopimpla Habermehl, 1917
  - Pterinopus Townes, 1969
  - Scambus Hartig, 1838
  - Schizopyga Gravenhorst, 1829
  - Sericopimpla Kriechbaumer, 1895
  - Sinarachna Townes, 1960
  - Ticapimpla Gauld, 1991
  - Townesia Ozols, 1962
  - Tromatobia Förster, 1869
  - Umanella Gauld, 1991
  - Xanthephialtes Cameron, 1906
  - Xanthophenax Saussure, 1892
  - Zabrachypus Cushman, 1920
  - Zaglyptus Förster, 1869
  - Zatypota Förster, 1869
  - Zonopimpla Ashmead, 1900[9]
- Триба Pimplini Wesmael, 1845
  - Alophopimpla Momoi, 1966
  - Apechthis Förster, 1868
  - Echthromorpha Holmgren, 1868
  - Itoplectis Förster, 1869
  - Lissopimpla Kriechbaumer, 1889
  - †Parapimpla Théobald, 1937
  - Pimpla Fabricius, 1804[10]
  - Strongylopsis Brauns, 1896
  - Xanthopimpla Saussure, 1892
- Триба Theroniini Cushman & Rohwer, 1920
  - Augerella Gupta, 1962
  - Epitheronia Gupta, 1962
  - Neotheronia Krieger, 1899
  - Nomosphecia Gupta, 1962
  - Parema Gupta, 1962
  - Theronia Holmgren, 1859
- Триба †Twangsteini Manukyan, 2024
  - †Twangste Manukyan, 2024